# Pachydema rubripennis
Pachydema rubripennis är en skalbaggsart som beskrevs av Lucas 1848. Pachydema rubripennis ingår i släktet Pachydema och familjen Melolonthidae. Inga underarter finns listade i Catalogue of Life.